# Auspitz Adolf
Auspitz Adolf (Kántorjánosi, 1836. február 24. – 1909. november 3.) író, tanár.

## Élete
Zsidó származású, tanulmányait a pozsonyi jesivában végezte, ezután tanári oklevelet szerzett. Néhány évi tanítóskodás után Nagyváradon magániskolát nyitott, valamint irodalommal is foglalkozott. Érdemeiért a koronás arany érdemkeresztet kapta.